# レゾルベント
数学におけるレゾルベント（英: resolvent, 解素）は、線型作用素（あるいは行列）のスペクトルの補集合（レゾルベント集合）を定義域とする解析函数である。
レゾルベントの解析的構造から線型作用素のスペクトル的な性質が調べられる。また、レゾルベントを用いれば、ヒルベルト空間やもっと一般の空間上の作用素のスペクトルの研究に複素解析学の概念を定式化して持ち込むことができる。レゾルベントは解核とも呼ばれ、（通常はリウヴィル-ノイマン級数として定義される）積分核として、非斉次フレドホルム積分方程式を解くのにも使われる。
イヴァール・フレドホルムは Acta Mathematica に収録された論文 (Fredholm 1903) において、初めてレゾルベント作用素を大々的に用いた。これは、現代的な作用素論が構築される基となった歴史的な論文である。レゾルベントの名称は、ダフィット・ヒルベルトによる。

## 定義
与えられた線型作用素 A のレゾルベントは A のレゾルベント集合 ρ(A)（A − zI が可逆となる集合）上で定義される写像
{\displaystyle R(z,A):=(A-zI)^{-1}}
である。文献によっては R(z, A) := (zI − A)−1 を定義とするものもあるが、さほど違いは生じない。

## 性質
線型作用素 A のレゾルベントは、r を A のスペクトル半径とすれば、領域 {z ∈ C : |z| > r} 上の解析函数であり、ノイマン級数
{\displaystyle R(z,A)=-\sum _{n=0}^{\infty }{\frac {A^{n}}{z^{n+1}}}}
として表される。レゾルベントは不安定作用素のスペクトル分解（たとえば レリック-加藤分解およびストラット-シュレーディンガー分解）を記述するのに用いることができる。たとえば、λ を A の孤立した固有値（つまり、複素平面上の適当な単純閉曲線 Cλ が存在して、λ を A のほかのスペクトルから分離することができる）ならば留数
{\displaystyle {\frac {-1}{2\pi i}}\oint _{C_{\lambda }}(A-zI)^{-1}\,dz}
は A の λ-固有空間の上への射影作用素を定める。
ヒレ-吉田の定理はレゾルベントを A の生成する変換の一径数群上の積分と関連付けるものである。これはたとえば、A がエルミート作用素ならば U(t) = exp(itA) はユニタリ作用素からなる一径数群で、A のレゾルベントは積分
{\displaystyle R(z,A)=\int _{0}^{\infty }e^{-zt}U(t)\,dt}
として表される。

## レゾルベント方程式
第一および第二レゾルベント方程式（あるいはレゾルベント恒等式）は計算に有用である。z, w を線型作用素 A のレゾルベント集合 ρ(A) の元とすると、(z − w)I = (zI − A) − (wI − A) の逆元を取ることにより、第一レゾルベント方程式
{\displaystyle R(w,A)-R(z,A)=(z-w)R(z,A)R(w,A)=(z-w)R(w,A)R(z,A)}
が得られる(Dunford & Schwartz 1988, p.567 Lemma 6)。また z を ρ(A) ∩ ρ(B) の元として、A − B = (zI − B) − (zI − A) の逆元を考えることにより、第二レゾルベント方程式
{\displaystyle R(z,A)-R(z,B)=R(z,A)(A-B)R(z,B)}
を得る。